# La Bastida d'Oleta
El veïnat, quasi del tot desaparegut, de la Bastida d'Oleta era un grup de cases de la comuna nord-catalana d'Oleta i Èvol, de la comarca del Conflent.

## Etimologia
Bastida és una de les formes de dir castell. En aquest cas, fou el nou castell construït pels vescomtes d'Èvol per traslladar el seu Castell d'Èvol al fons de la vall, en un lloc de més fàcil comunicació.

## Geografia

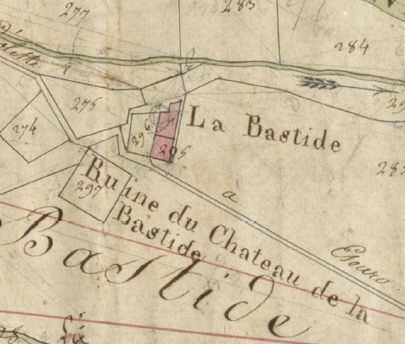
La Bastida d'Oleta en el Cadastre napoleònic del 1812 (Arxius Departamentals dels Pirineus Orientals)

Estava situat a la riba dreta de la Tet, a prop a llevant del poble d'Oleta, a l'extrem oriental del terme d'Oleta i Èvol, al costat de ponent de les restes de la fortificació de la Bastida d'Oleta, ran de la fàbrica d'espat fluor Comifluor.